# Aristolochia fujianensis
Aristolochia fujianensis là một loài thực vật có hoa trong họ Aristolochiaceae. Loài này được S.M.Hwang mô tả khoa học đầu tiên năm 1983.